# Hersilia lelabah
Espèce
Hersilia lelabah est une espèce d'araignées aranéomorphes de la famille des Hersiliidae.

## Distribution
Cette espèce se rencontre en Malaisie et en Chine.

## Description
La femelle holotype mesure 7,00 mm et la femelle paratype 7,70 mm.
Le mâle décrit par Yu, Zhang, Lu et Lin en 2024 mesure 4,69 mm et la femelle 7,21 mm.

## Systématique et taxinomie
Cette espèce a été décrite par Rheims et Brescovit en 2004.

## Publication originale
- Rheims & Brescovit, 2004 : « Description of four new species of Hersiliidae (Arachnida, Araneae) from Kimabalu National Park, Sabah, Borneo, Malaysia. » Journal of Natural History, vol. 38, no 22, p. 2851-2861.